# Urbano Santos (político)
Urbano Santos da Costa Araújo (Guimarães, 3 de fevereiro de 1859 — Rio de Janeiro, 7 de maio de 1922), mais conhecido por Urbano Santos, foi um jurista, promotor e político brasileiro, que foi o 24.º Governador do Maranhão e o  7.º Vice-presidente da República no governo de Venceslau Brás, entre 1914 e 1918.

## Biografia
Filho de Antônio Brício de Araújo, formou-se pela Faculdade de Direito do Recife, em 1882 na mesma turma em que se formaram Clóvis Beviláqua e José Xavier Carvalho de Mendonça, autor do Tratado de Direito Comercial Brasileiro, em dez volumes. Foi redator da Gazeta Acadêmica de Ciências e Letras.
Casou-se aos 29 anos com Maria Filomena de Macedo Araújo no dia 6 de fevereiro de 1888, na vila do Rosário. O casal teve duas filhas: Virgínia Januária e Maria da Conceição.
Foi promotor público em Baixo Mearim (atual Vitória do Mearim), Mirador e Rosário, e juiz municipal da cidades maranhenses de Coroatá, São Bento e São Vicente Ferrer. Foi ainda juiz de casamentos e do comércio na capital do estado, além de juiz de direito de Campos Novos (SC).
Morreu em viagem entre o Maranhão e o Rio de Janeiro, em 7 de maio de 1922.

## Carreira política
Foi deputado federal de 1897 a 1905, governador em 1913, senador entre 1906 e 1914 e vice-presidente do Brasil entre 1914 e 1918, durante a presidência de Venceslau Brás. Assumiu interinamente a presidência do Brasil em 1917.
Embora tenha sido eleito por três vezes presidente do Maranhão (em 1898, 1913 e 1918), só aceitou assumir o cargo da última vez. Não tomando posse de imediato, foi substituído pelos vice-presidentes José Joaquim Marques falecido em 9 de outubro de 1918) e Raul da Cunha Machado (até 21 de outubro de 1918). Assumiu a presidência do estado e, após um mês, licenciou-se para assumir o Ministério da Justiça. 
Assumiu também o ministério da Justiça e Negócios Interiores, entre 3 de dezembro de 1918 e 28 de julho de 1919, durante o governo de Delfim Moreira, quando buscou dinamizar os departamentos do ministério, principalmente o de saúde pública. Também promoveu o serviço de profilaxia urbana e rural, instalou o Instituto Oswaldo Cruz em São Luís e firmou contrato com a Fundação Rockefeller para o combate à malária.
Retornou ao Maranhão e reassumiu o mandato após deixar o cargo de ministro. Durante seu governo, foi inaugurada a Ferrovia São Luís-Teresina, em 1921. Foi firmado um contrato com a Cia. Nacional de Navegação Costeira para a operação de uma linha de cabotagem entre os pequenos portos do estado. Buscou regularizar o abastecimento de água da capital maranhense, construiu a Escola Modelo Benedito Leite, reformou a penitenciária e adquiriu o prédio o Convento dos Mercedários (Convento das Mercês) para ampliação do quartel da Polícia Militar do Estado do Maranhão. Construiu o Porto do Guarapiranga e o Aprendizado Agrícola Cristino Cruz (Escola Agrícola Federal do Maranhão) e o Teatro São Luiz passa a se chamar Teatro Arthur Azevedo, em homenagem ao grande  dramaturgo maranhense. Em 25 de fevereiro de 1922, transferiu novamente o governo a Raul da Cunha Machado.
Reeleito para a vice-presidência na chapa de Artur Bernardes em 1922, morreu antes de ser empossado.
Seu irmão, Antônio Brício de Araújo, homônimo do pai, foi vice-presidente do Maranhão de 1914 a 1917, presidente de 1917 a 1918, e senador de 1929 a 1930.

## Homenagens
Benedito Leite e Urbanos Santos foram os principais líderes políticos do Maranhão durante a Primeira República, representantes da politica coronelista. Com a morte de Benedito Leite, em 1909, Urbano Santos assumiu o controle político do estado, exercendo forte influência e gozando de prestígio junto ao Governo Federal.
Em sua homenagem, há um os bustos da Praça do Pantheon, em São Luís, que homenageiam importantes escritores maranhenses. Também há um município chamado de Urbano Santos, na região leste do estado. Na frente do Liceu Maranhense, há o Parque Urbano Santos.